# Veletrh Věda Výzkum Inovace
Veletrh Věda Výzkum Inovace (VVVI) je každoroční událost na brněnském výstavišti na podporu vědy, výzkumu a inovací mezi zainteresovanými subjekty. Jakožto veletrh vytváří platformu pro propojení vědecko-výzkumné a aplikační sféry. Poskytuje příležitost veřejnosti a odborníkům k výměně informací.
Veletrhu Věda Výzkum Inovace se plánuje prezentovat výsledky činností všech vědních oborů, také humanitních. Vystavovatelé se přihlásují k některým z témat např.: energetika, e-mobilita a dopravní systémy budoucnosti, pokročilé technologie, robotika, smart home – home automation, lidské zdroje, startupy a další.

## Historie

### Druhý ročník VVVI (2017)
Druhý ročník veletrku probíhal ve dnech 28. února až 2. března 2017 v pavilonu B.  Záštitu převzal místopředseda vlády pro v.v.i. a další. Mezi osobnosti a organizátory patřili Petr Štěpánek z VUT Brno, hejtman Bohumil Šimek, tehdejší místopředseda vlády Pavel Bělobrádek, hospodářská komora a Veletrhy Brno.
Cílem veletrhu bylo propojit vědeckou a výzkumnou sféru s podnikatelským prostředím, prezentovali se zde vědci a vědecké týmy, školy a výzkumníci inovačních firem v oblastech věd: technických, o neživé přírodě, lékařských a biologických, společenských a humanitních, zemědělských a biologicko-environmentálných věd.
Byla udělena cena za nejlépe hodnocený příspěvek otisknutý v MM Science Journal (je anglicky psaný odborný časopis, věnující se různým technickým oborům, např. automatizace či robotechnika, který vydává MM průmyslové spektrum.
Na veletrhu se představily relevantní firmy a univerzity se svými projekty (např. StudentCar, Formula Student či Monoracer). K vidění byly elektromobily, interaktivní expozice Merkur, hybridní bateriový systém pro výrobu a akumulaci elektrické energie, Plantograf, simulátor relativistické optiky a systém elektronického odbavování cestujících DPMB.
Mezi témata veletrhu patřili např. Průmysl 4.0, smart cities, transfer znalostí a jeho aktuální trendy, 3D tisk, nanotechnologie apod.

## Třetí ročník (2018)
Třetí ročník se uskutečnil ve dnech 15. až 17. května 2018.